# Laffeld
Laffeld ist ein Stadtteil der Kreisstadt Heinsberg und liegt an der südwestlichen Stadtgrenze zu den Nachbargemeinden Gangelt und Waldfeucht.

## Geographie
Aphoven, Scheifendahl, Pütt (Stadt Heinsberg), Schierwaldenrath (Gemeinde Gangelt), Selsten und Braunsrath (Gemeinde Waldfeucht)

## Geschichte

### Ortsgeschichte
1277 wird Laffeld erstmals urkundlich erwähnt. In der Urkunde wurden Höfe und Häuser aufgelistet, die bereits seit mindestens fünfzig Jahren bestanden, darunter fünf in Laffeld. Von Anfang an ist der Ort eng mit der Geschichte Heinsbergs verbunden. Die Herren von Heinsberg übten über Laffeld die Oberherrschaft sowie die Gerichtsbarkeit aus. Von den 64 Gütern des Fronhofes Kirchhoven lagen acht in Laffeld. 1282 verkaufen der Ritter Gottfried von Heinsberg – genannt Luscus = der Scheele – und seine Ehefrau Heilsvindis mit Bewilligung des Lehnsherrn Dietrich von Heinsberg ihren Laffelder Hof mit 114 Morgen Land dem Prämonstratenserinnenkloster (dem späteren Adligen Damenstift) Heinsberg. In deren Besitz blieb er bis zur Auflösung des Stiftes im Jahr 1803. Die Heinsberger Herren selber hatten zwei Höfe in Laffeld, die sie zu Lehen ausgaben. Den Thorener Hof und das Schlabbertz Lehen. Diese drei Güter – deren Lage nicht genau bekannt ist – bildeten vermutlich die Keimzelle des heutigen Ortes. Mit Übergang der Herrschaft Heinsberg an das Herzogtum Jülich-Berg kam Laffeld zum Amt Heinsberg. Das Dorf bildete zusammen mit anderen das Schöffengericht der Haagbank. Nächste Instanz war das Stadtgericht Heinsberg.
Nach Einmarsch der französischen Revolutionstruppen und Einrichtung der Verwaltung bildete Laffeld zusammen mit Aphoven und Schafhausen bis 1815 die Mairie Aphoven im Kanton Heinsberg.
Nach dem Wiener Kongress kam Laffeld 1816 an Preußen und gehörte nunmehr zur Bürgermeisterei Aphoven – bestehend aus den Orten Aphoven, Laffeld, Schafhausen und Schleiden – im Kreis Heinsberg/Regierungsbezirk Aachen/Großherzogtum Niederrhein (ab 1822 Rheinprovinz). 1932/33 legte man die Kreise Heinsberg und Geilenkirchen zusammen. Die Bürgermeisterei Aphoven gliederte man 1935 dem Amtsverband Waldenrath an. Anlässlich der kommunalen Neugliederung wurde die Gemeinde Aphoven am 1. Juli 1969 aufgelöst. Laffeld gehört seitdem zur Stadt Heinsberg.
Im Zweiten Weltkrieg wurde Laffeld schwer in Mitleidenschaft gezogen, da der Ort im Winter 1944/45 Frontgebiet war. Die Bevölkerung hatte im September 1944 den Evakuierungsbefehl erhalten.

### Namensdeutung
Die Deutung des Ortsnamens ist nicht ganz geklärt. Laffeld könnte dem Wort „Laak“ = Wasser entstammen, also Wasserfeld bedeuten. 1277 erscheint der Ortsname als Laifelt – gesprochen mit langem a – Dann wäre die Bezeichnung aus „Lágfeld“ entstanden, was als „niederes Feld“ zu deuten ist. Da das Dorf in einer sich in Richtung Aphoven absenkende Mulde liegt, wären beide Erklärungen möglich.

### Einwohnerentwicklung
Laffeld hatte am 1. Januar 2007 721 Einwohner.

## Religion

### Katholische Pfarrgemeinde St. Josef in Laffeld

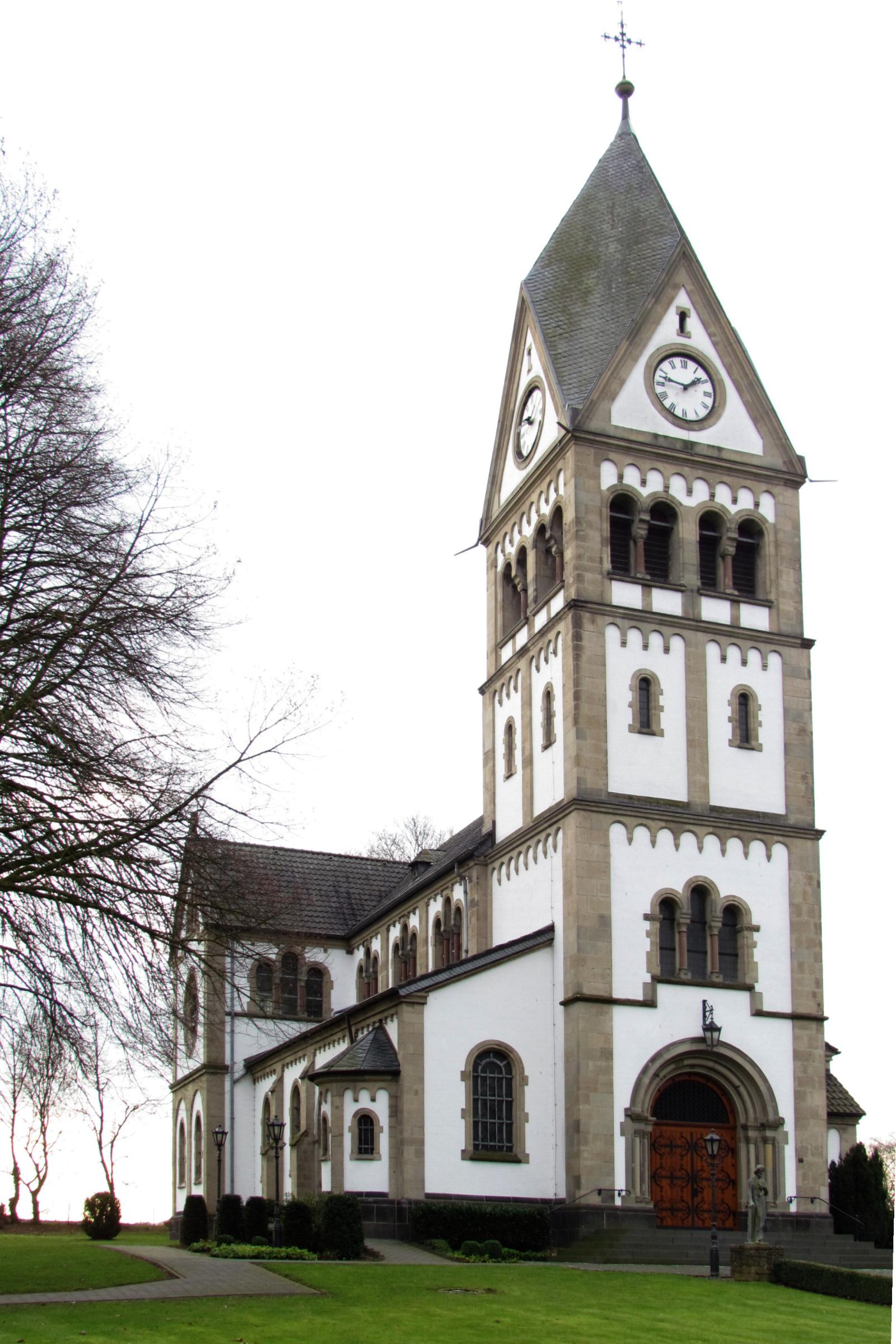
Katholische Kirche St. Josef

1530 wird ein Hilligenhuisken in Laffeld erwähnt. 1786 Bau einer Kapelle. Für deren Unterhalt stellte der Landesherr Kurfürst Karl Theodor eine bestimmte Summe aus den Abgaben von Ländereien zur Verfügung und stiftete zudem eine Wochenmesse in dem Gotteshaus.
1826 erbaute das Dorf eine Vikarie – das spätere Pfarrhaus – auf eigene Kosten. 1849 wurde die Vikarie zur selbständigen Sukkursalpfarre erhoben und Peter Josef Jansen am 26. Juli zum ersten Pfarrer von Laffeld eingeführt, die bisherige Kapelle nach Plänen des Baumeisters Habes zuvor durch einen Anbau vergrößert.
1902 beschloss der Kirchenvorstand unter Leitung von Pfarrer Raphael Gonella den Neubau der Pfarrkirche auf Kosten der Pfarre an anderer Stelle nach Plänen des Düsseldorfer Architekten Prof. Josef Kleesattel. Das hierfür nötige Grundstück wurde durch Landtausch erworben. Der Bau wurde im romanischen Stil ausgeführt. Die Einweihung fand 1904, die Konsekration 1905 statt. Der geplante Neubau eines Pfarrhauses wurde fallen gelassen, da die Gemeinde ein neben der neuen Kirche stehendes Gutshaus erwerben und zum Pfarrhaus umbauen konnte. Die alte Kapelle wurde auf Abbruch verkauft. Im Laufe des Ersten Weltkrieges mussten die erst wenige Jahre alten Glocken abgeliefert werden. Das Gleiche geschah mit dem zweiten Geläut im Jahre 1944.
Im Zweiten Weltkrieg erlitt das Gotteshaus durch Beschuss schwere Schäden, die bis 1956 auf Kosten der Pfarrgemeinde beseitigt werden konnten.
1953 schaffte man das nunmehr dritte Geläute für die Kirche an, das aus drei Stahlglocken des Bochumer Vereins bestand. 2004 wurde die größte dieser Glocken durch eine neue Bronzeglocke ersetzt, die aus Spendengeldern finanziert wurde. Den Auftrag für den Guss erhielt die Firma Petit & Gebr. Edelbrock in Gescher (Westfalen). Dort wurde eine 1.004 kg schwere Glocke mit dem Schlagton e' gegossen. Diese jedoch sprang nach nur wenigen Jahren und musste 2008 auf Garantie umgegossen werden. Die „neue“ Glocke hatte nun ein Gewicht von 1.085 kg. Die beiden Stahlglocken wiegen 520 und 360 kg und sind auf die Töne g' und a' gestimmt.

### Andachtskapelle (Dorfkapelle)

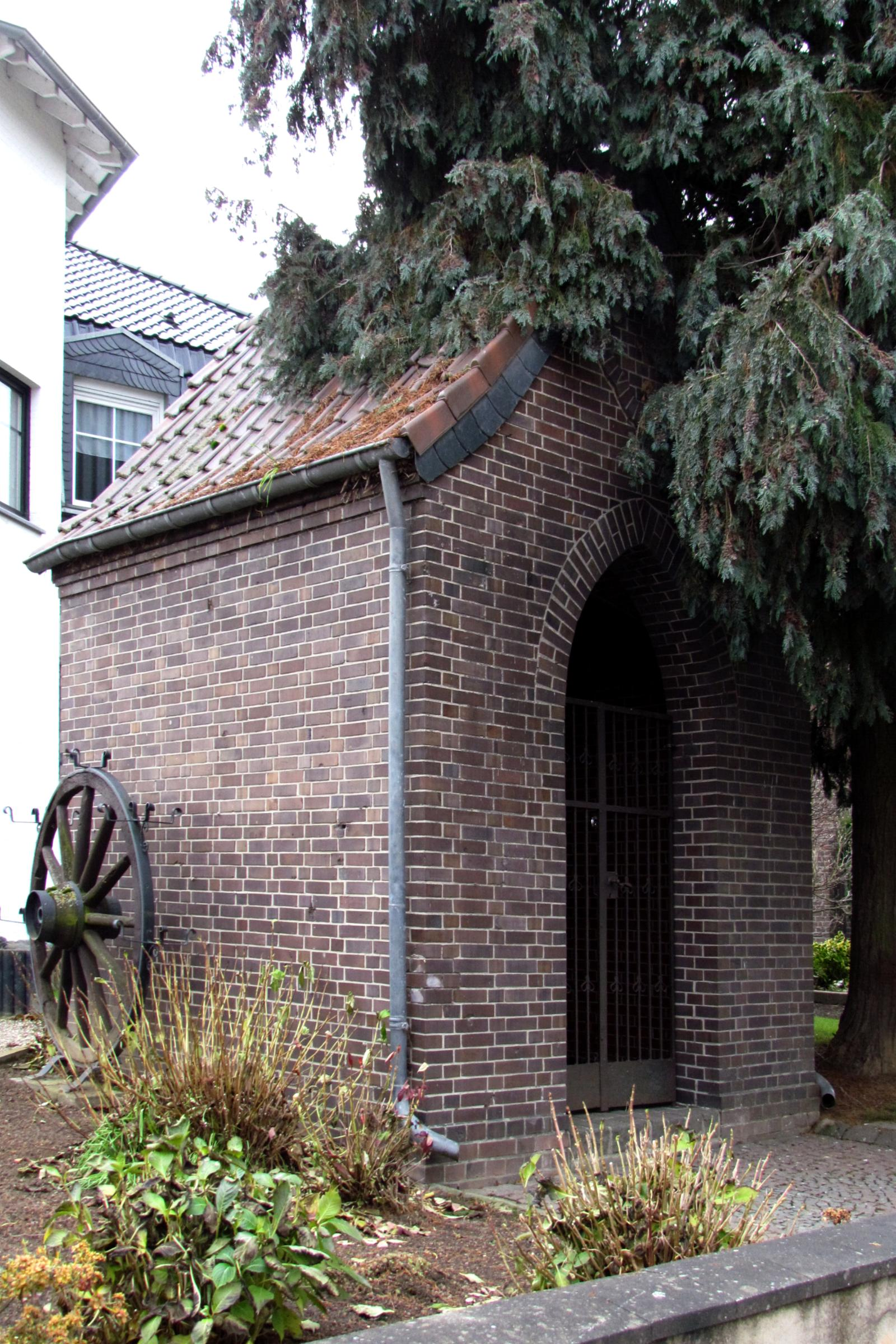
Andachtskapelle Laffeld (Maarstraße 78)

Neben der katholischen Pfarrkirche besitzt Laffeld zwei kleine Andachtskapellen aus der Zeit um 1900. Das auch Dorfkapelle genannte Gebäude befindet sich an der Maarstraße 78 in einem Vorgarten unter einer Zypresse. Die Kapelle entstand um 1900 und ist der Heiligen Dreifaltigkeit geweiht. Sie ist ein einfacher kleiner Backsteinbau und besitzt an der Giebelseite eine spitzbogenförmige Öffnung mit eiserner Eingangstür. Im gewölbeartigen verklinkerten Innenraum befindet sich an der Rückwand eine kleine Nische mit Darstellung der Heiligen Dreifaltigkeit. Die Unterhaltung der Kapelle obliegt der Nachbarschaft. Alljährlich ist sie auch eine Station der Fronleichnamsprozession. Ein ganz ähnlicher Bau befindet sich in der Nähe (Maarstraße 35) und ist Teil eines denkmalgeschützten Gehöfts.

### Evangelische Kirchengemeinde in Heinsberg
In den ältesten Consistorialprotokollen der reformierten Gemeinde Heinsberg werden ab 1613 regelmäßig Glaubensbrüder aus Laffeld genannt. Nachdem der damalige Landesfürst Wolfgang Wilhelm von Pfalz-Neuburg 1613 zum Katholizismus übertrat, nahmen die staatlichen Repressalien immer weiter zu und nachdem sich die Situation nach 1624 wieder langsam besserte ist von Reformierten in Laffeld keine Rede mehr. Erst seit dem 20. Jahrhundert leben wieder evangelische Christen im Ort.

## Wappen
Wappen der ehemaligen Gemeinde Aphoven.
Blasonierung: Im von Gold und Blau geteilten Schild oben ein schwarzer Pferdekopf mit rotem Halfter, unten ein silberner (weißer) unfertig geflochtener Weidenkorb mit vier Stangen.
Die Symbole weisen auf die Landwirtschaft und die Korbweidenverarbeitung als ehemalige Hauptbeschäftigung der Bevölkerung hin. Das Wappen wurde mit Urkunde des Innenministers NRW vom 6. Januar 1960 der Gemeinde Aphoven verliehen.

## Verkehr
Die AVV-Buslinien 472 und 474 der WestVerkehr verbinden Aphoven an Schultagen mit Heinsberg und Gangelt. Abends und am Wochenende kann der MultiBus angefordert werden.
| Linie | Verlauf |
| ----- | --- |
| 472   | Heinsberg Busbf – Schleiden / (Aphoven – Laffeld – Scheifendahl – Erpen) – Straeten – Waldenrath – Birgden (– Schierwaldenrath – Langbroich – Vinteln – Gangelt) |
| 474   | Heinsberg Busbf – (Aphoven – Laffeld –) Selsten – (Braunsrath – Löcken – Schöndorf – Obspringen – Brüggelchen) / Hontem – Waldfeucht – Bocket – Saeffelen / Abzw. Nachbarheid ← Breberen – (Harzelt ← Langbroich ←) (Kievelberg – Hastenrath) / (Brüxgen – Schümm) / Vinteln – Gangelt |

Die Kreisstraße 4 verläuft durch den Ort. Sie führt von der Landesgrenze bei Waldfeucht bis zur Bundesstraße 221 bei Geilenkirchen-Tripsrath.

## Kultur

### Vereine und Institutionen
- Freiwillige Feuerwehr Löschgruppe Laffeld
- Kirchenchor St. Cäcilia Laffeld
- Katholische Frauengemeinschaft Laffeld
- Schützenbruderschaft St.Josef Laffeld 1921 e. V.
- Trommler- und Pfeiferkorps Cäcilia Laffeld 1920 e. V.
- SVG Aphoven-Laffeld 1928/31 e. V.
- Taubenverein Laffeld

### Baudenkmäler
Folgende Gebäude stehen unter Denkmalschutz
- Pfarrkirche St. Josef
- Hofanlage Schmitz
- Hofanlage Hahnen
- Wegekreuz Ecke Maarstraße/Genstraße